# Sân bay Lâm Đô Y Xuân
Sân bay Lâm Đô Y Xuân (IATA: LDS, ICAO: ZYLD) là sân bay ở đông bắc tỉnh Hắc Long Giang của Trung Quốc. Nó bắt đầu hoạt động vào tháng 8 năm 2009, và có khả năng phục vụ 142.000 hành khách một năm. Sân bay có một đường băng dài 2.300 mét (7.500 ft) và nằm trong một khu rừng khoảng 9 km (5,6 mi) từ trung tâm thành phố Y Xuân.
Trong tháng 8 năm 2010, chuyến bay 8387 của Henan Airlines rơi tại sân bay. 